# Philip Galle

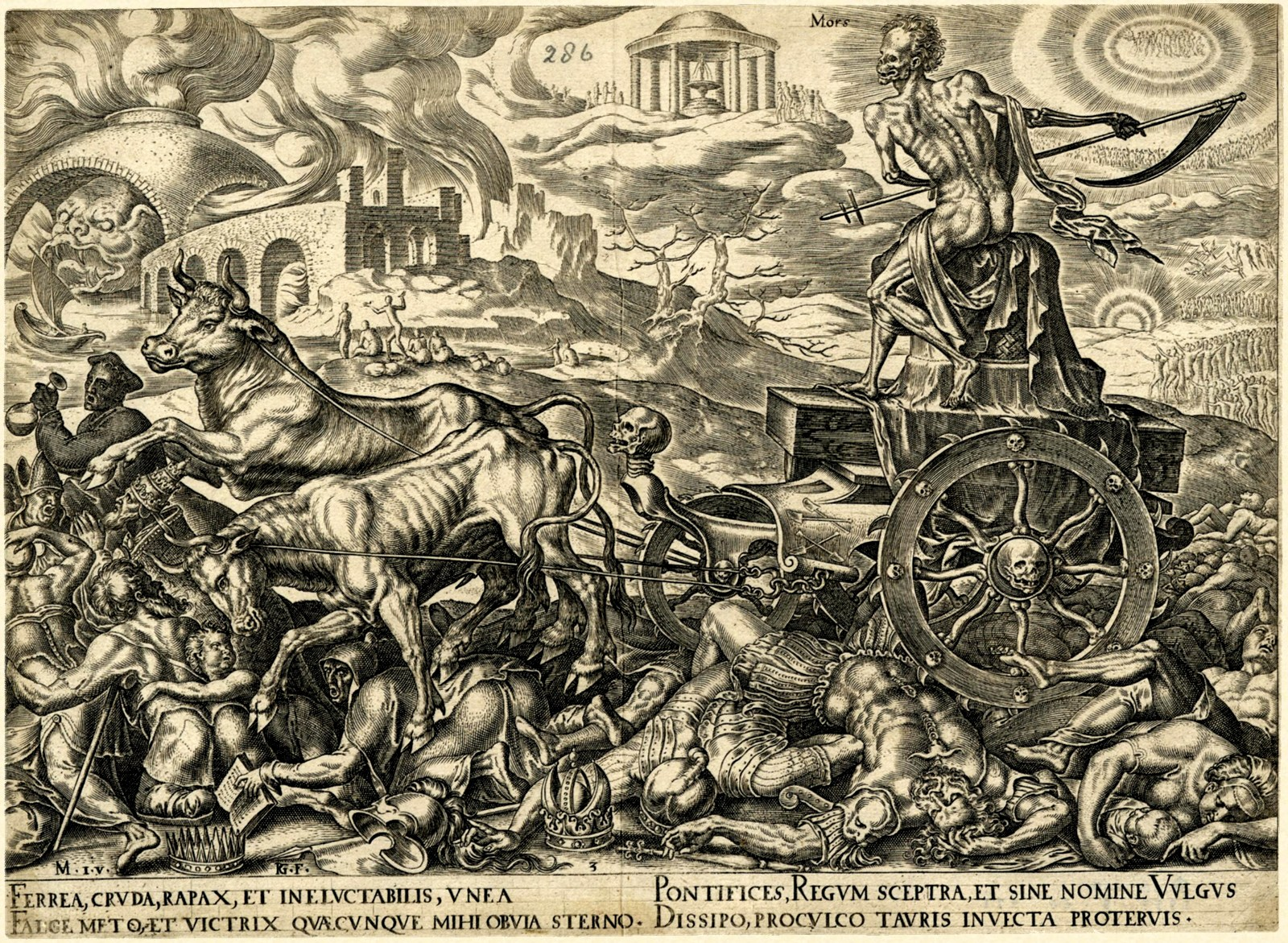
Philip Galles Dödens triumf.

Philip Galle, född 1537 i Haarlem, död 1612, var en nederländsk kopparstickare och förläggare.
Galle grundade ett konstförlag som blev centrum för kopparsticksproduktionen i Antwerpen under slutet av 1500-talet och långt in på 1600-talet. Philip Galle arbetade i en något torr och kärv teknik, som i viss mån även kan spåras i hans söner, Dirick och Cornelius Galle.